# GasShow
GasShow, někdy též nazývaný jako GasShow | LPG | CNG | LNG, je celosvětově jeden z největších a nejdůležitějších mezinárodních veletrhů pro oblast LPG, CNG, LNG a další alternativní paliva. Veletrh je mezinárodní a probíhá v polské Varšavě. První ročník zde byl zorganizován v roce 2010. Od té doby je organizován každoročně.
Veletrhu GasShow se každoročně účastní několik desítek vystavovatelů z celého světa. Areál výstaviště při té příležitosti navštíví několik tisíc návštěvníků. Počet vystavovatelů i návštěvníků v uplynulých letech vždy rostl ruku v ruce s tím, jak je celosvětově stále více věnována pozornost alternativním palivům a pohonným hmotám.

## INPRO Awards
Během každého ročníku odborná porota mezi vystavovateli vybírá vítěze z hlediska inovací a celkové jedinečnosti. Oceňovány jsou vystavované produkty a to například v následujících kategoriích:
- Automobilové LPG systémy
- Automobilové CNG systémy
- Uživatelská bezpečnost
- CNG technologie
- LNG technologie
- LPG palivové přísady
- Mejúspěšnější automobilová značka
- LPG válce
- LPG dodavatel
- Čerpací stanice a zařízení